# Slowakische Badmintonmeisterschaft 1977
Die Slowakische Badmintonmeisterschaft 1977 war die elfte offizielle Auflage der Titelkämpfe im Badminton in der Slowakei. Sie fand vom 21. bis zum 22. Mai 1977 in Zvolen statt.

## Medaillengewinner
| Disziplin    | Gold                             | Silber                        | Bronze                            |
| ------------ | -------------------------------- | ----------------------------- | --------------------------------- |
| Herreneinzel | Lubomír Tetur                    | Juraj Lenárt                  | Štefan Brza                       |
| Herreneinzel | Lubomír Tetur                    | Juraj Lenárt                  | Vladimír Mazúr                    |
| Dameneinzel  | Dagmar Benická                   | Jana Schrotterová             | Anna Konečná                      |
| Dameneinzel  | Dagmar Benická                   | Jana Schrotterová             | Ľuba Procházková                  |
| Herrendoppel | Lubomír Tetur Miroslav Košíček   | Juraj Lenárt Dušan Mošon      | Alojz Keníž Ľubomír Schmidtmayer  |
| Herrendoppel | Lubomír Tetur Miroslav Košíček   | Juraj Lenárt Dušan Mošon      | Štefan Brza Vladimír Mazúr        |
| Damendoppel  | Mária Zamborová Ľuba Procházková | Anna Konečná Dagmar Benická   | Jana Schrotterová Mária Savčáková |
| Damendoppel  | Mária Zamborová Ľuba Procházková | Anna Konečná Dagmar Benická   | Anna Vinclavová Viera Ulická      |
| Mixed        | Juraj Lenárt Dagmar Benická      | Miroslav Košíček Anna Konečná | Dušan Mošon Jana Schrotterová     |
| Mixed        | Juraj Lenárt Dagmar Benická      | Miroslav Košíček Anna Konečná | Jaroslav Kozák Mária Zamborová    |